# Pazy
Pazy é uma comuna francesa na região administrativa de Borgonha-Franco-Condado, no departamento Nièvre. Estende-se por uma área de 21,8 km². Em 2010 a comuna tinha 311 habitantes (densidade: 14,3 hab./km²).